# Lodowiec Szelfowy Wojejkowa
Lodowiec Szelfowy Wojejkowa (ang. Voyeykov Ice Shelf) – lodowiec szelfowy leżący w Antarktydzie Wschodniej, między zatoką Paulding Bay a przylądkiem Cape Goodenough na Ziemi Wilkesa . 
Lodowiec został naniesiony na mapę przez radziecką wyprawę antarktyczną w 1958 roku. Nazwany imieniem Aleksandra Wojejkowa (1842–1916) – rosyjskiego klimatologa .